# Liparis cordiformis
Liparis cordiformis är en orkidéart som beskrevs av Charles Schweinfurth. Liparis cordiformis ingår i släktet gulyxnen, och familjen orkidéer. Inga underarter finns listade i Catalogue of Life.